# دهستان دولت‌آباد (نمین)
دهستان دولت‌آباد نام دهستانی در بخش مرکزی شهرستان نمین، استان اردبیل در ایران است. براساس سرشماری مرکز آمار ایران در سال ۱۳۸۵، جمعیت آن ۵۸۹۵ نفر (۱۳۱۰ خانوار) بوده‌است.